# ایو ماریو
ایو ماریو (فرانسوی: Yves Mariot‎; ۵ ژوئیهٔ ۱۹۴۸ – ۱۵ ژانویهٔ ۲۰۰۰) بازیکن فوتبال اهل فرانسه بود.
از باشگاه‌هایی که در آن بازی کرده‌است می‌توان به باشگاه فوتبال المپیک لیون، باشگاه فوتبال سدان، باشگاه فوتبال نانسی، باشگاه فوتبال نیس، باشگاه فوتبال باستیا، و باشگاه فوتبال سدان اشاره کرد.
وی همچنین در تیم ملی فوتبال فرانسه بازی کرده‌است.